# K-19 (映画)
『K-19』（原題: K-19: The Widowmaker、「K-19 未亡人製造艦」の意）は、潜水艦を主題にした2002年のハリウッド映画。
キャスリン・ビグロー監督、ハリソン・フォード、リーアム・ニーソンが出演。ソ連のホテル級原子力潜水艦K-19が1961年7月4日、北海グリーンランド付近で起こした事故を元に製作された。ただし、ドキュメンタリー映画ではなく、史実と異なる脚色や設定変更がされているため、脚本を読んだ元乗組員たちから抗議を受けている。
キャッチ・コピーは「世界なんか、一瞬で終わる。」

## ストーリー
1961年7月、ソ連海軍の最新鋭原子力潜水艦K-19はグリーンランド沖での演習に参加するため出港する。新任の艦長アレクセイ・ボストリコフは部下に疎まれていた。出航前の点検でボストリコフは勤務中に泥酔した原子炉室長を解任し、若き原子炉士官ヴァディムを任命する。出航前からK-19は不運続きだった。進水式ではシャンパンのボトルが割れず、軍医はトラックに轢かれて死亡。代わりにやってきたのは船酔いを訴える老齢のサヴラン軍医であった。副長のミハイル・ポレーニンは事あるごとにボストリコフと対立する。部下を極限の状況下に追い込み最高の戦士に鍛え上げようとするボストリコフと、部下の信頼厚いポレーニンとの間で艦内は一触即発の緊張状態に包まれていた。
核ミサイルの発射実験に成功したのも束の間、原子炉でトラブルが発生。1次冷却水漏れが生じ、原子炉は過熱状態に突入する。修理しようにも水漏れの箇所は生身の人間が近寄れば死を免れない高濃度の放射線環境下にあった。ボストリコフはポレーニンらに対策を命じる。原子炉に安全装置は設置されておらず、無線でモスクワの司令部に指示を仰ごうにも氷との衝突でアンテナが故障し交信すらできない状況であった。原子炉士官パベルの提案で艦内のタンクから魚雷を分解して得たパイプをつなぎ合わせ、水を炉心に送り込んで冷却するという案が採用された。ところが、艦内に配備されていたのはレインコートと変わらない化学防護服のみ。放射線防護服は在庫切れで用意されていなかった。炉心から生じる強烈なガンマ線や中性子線を遮蔽する効果はなく、修理作業は文字通り生還を前提としない特攻作戦になる。ポレーニンは部下のポリアンスキーに「これで防げると言え」と作業員たちに伝えるよう命じる。原子炉担当士官8名が2人1組で困難な作業に臨むことになった。まず、パベルとアナトリーの2名が原子炉に入る。原子炉の空気抜き弁を切断し、パイプを溶接する作業が始まった。10分後、原子炉から戻ったパベルとアナトリーは重度の被曝で半死半生の状態であった。軍医に2人を放射能から遠ざけるよう命じるボストリコフ。2人の被曝量は線量計の針が振り切れるほどであったが、ポレーニンは部下の動揺を抑えるため軍医に暗に協力を促す。しかし、大学で原子力を学び、放射線の恐ろしさを知り尽くしているヴァディムは恐怖のあまり出動を拒否。代わりに原子炉に入ったゴレロフ機関長は最後の力を振り絞ってハンドルを回し冷却水を炉心に送り込む。ポリアンスキーに救出されたゴレロフは鼻から出血し急性放射線症候群の特徴を示していた。献身的な犠牲を厭わない部下たちの姿に鬼艦長のボストリコフも胸を打たれる。決死の作業が功を奏し、原子炉は危機的状況を脱したかにみえたが、溶接箇所から再び水漏れが始まる。艦内はひどく放射能汚染されていた。乗組員が飼育していたネズミも死んでしまう。ボストリコフは部下たちを甲板に避難させるが、重症者は手の施しようもなく、放射能障害の知識もない軍医は包帯を巻いてアスピリンを投与するしかない。K-19を発見したアメリカ海軍が救助を申し出るが、ボストリコフは拒否。部下思いのポレーニンは激しく反発する。ボストリコフを快く思わない部下たちはポレーニンを担いで反乱を計画し、ボストリコフに拳銃を突きつけ解任を迫るが、ポレーニンは逆に彼らから銃を取り上げ、反乱参加者を拘束してしまう。原子炉の過熱が再び始まり、ヴァディムは意を決して作業に向かう。ポレーニンに窮地を救われたボストリコフは部下たちに現在の危機的な状況を説明し、協力を求める。現場海域はNATO軍基地の近くであり、もし原子炉が爆発すれば西側はソ連の先制核攻撃とみなし反撃、たちまち第三次世界大戦に発展しかねない。想像を絶する悲劇を回避できるのは諸君だけなのだ、と熱弁をふるうボストリコフ。足並みの乱れが目立っていた乗組員たちはボストリコフの演説に感激して結束し、ボストリコフとともに最後まで戦う意思を表明する。原子炉から戻ってこないヴァディムを案じてボストリコフは防護服も着けず原子炉に向かう。瀕死のヴァディムは自らの命と引き換えに水漏れを食い止め、ボストリコフに救い出される。やがてK-19は友軍の潜水艦に発見・救助される。乗組員たちは甲板で裸になって放射能を洗い流す。K-19は曳航され、乗組員たちはソ連に生還を果たすが、原子炉に入った作業員8名は重度の被曝で1週間以内に全員死亡。その後の2年で28人が後を追った。生き残った者たちも放射能障害に苦しんだ。
ソ連政府は事故の事実を隠蔽し、生存者たちは沈黙を余儀なくされた。事故から28年後の1989年。今は退役して年金生活を送るボストリコフがポレーニンや生存者とともにかつての部下たちの墓参りに赴く。犠牲者の遺体は鉛の内張を施された棺に納められ地下深くに埋葬されていた。ボストリコフは人類を核戦争の危機から救った部下たちの勇気と健闘をたたえ、彼らの墓標にウォッカを注いで献杯するのであった。

## キャスト
| 役名                                   | 俳優                   | 日本語吹替 | 日本語吹替   |
| 役名                                   | 俳優                   | ソフト版   | テレビ東京版 |
| -------------------------------------- | ---------------------- | ---------- | ------------ |
| アレクセイ・ボストリコフ艦長           | ハリソン・フォード     | 磯部勉     | 村井国夫     |
| ミハイル・ポレーニン副長               | リーアム・ニーソン     | 大塚明夫   | 小山力也     |
| 原子炉担当士官ヴァディム・ラドチェンコ | ピーター・サースガード | 川島得愛   | 落合弘治     |
| 原子炉担当官パベル・ロクテフ           | クリスチャン・カマルゴ | 森川智之   | 咲野俊介     |
| コンスタンティン・ポリアンスキー       | ジョージ・アントン     | 立木文彦   | 加藤亮夫     |
| ユーリ・デミチェフ                     | スティーヴ・ニコルソン | 中村秀利   | 仲野裕       |
| スースロフ                             | ラヴィル・イシヤノフ   | 田原アルノ | 牛山茂       |
| ゲンナジー・サヴラン軍医               | ドナルド・サンプター   | 小島敏彦   | をはり万造   |
| ゼレンツォフ国防相                     | ジョス・アクランド     | 長克巳     | 佐々木省三   |
| ブラティエフ海軍提督                   | ジョン・シュラプネル   | 大木民夫   | 五王四郎     |

- ソフト版：初回放送2005年5月22日『日曜洋画劇場』

その他声の出演：竹若拓磨、檀臣幸、三宅健太、坂詰貴之、諸角憲一、広瀬正志、加藤木賢志、小野大輔、望月健一、伊藤亜矢子、藤本隆行、新垣樽助、仮屋昌伸、浦田優
演出：安江誠、翻訳：平田勝茂、調整：飯塚秀保、制作：グロービジョン
- テレビ東京版：初回放送2006年8月17日『木曜洋画劇場』 21:00-22:54

その他声の出演：高越昭紀、桐本琢也、加納健次、田中正彦、高瀬右光、川村拓央、佐々木省三、安斉一博、宮島史年、ふくまつ進紗、松林大樹、櫛田泰道、武藤正史、下山吉光、園部好德、根津貴行、平勝伊
演出：福永莞爾、翻訳：平田勝茂、調整：藤樫衛、効果：リレーション、担当：吉田啓介／榎本隆（グロービジョン）、配給：角川ヘラルド映画、制作：テレビ東京／グロービジョン
※テレビ東京版の音源の有無は長らく不明であったが、フィールドワークスの一般募集によりHDリマスター版BDに収録された（DVDには未収録）。